# 危地马拉劳动党 (2005年)
危地马拉劳动党（（西班牙語：Partido Guatemalteco del Trabajo，缩写为PGT））是危地马拉的一个共产主义政党。原来的危地马拉劳动党于1998年并入危地马拉全国革命联盟。2003年，危地马拉劳动党的前成员开始准备重建危地马拉劳动党。2004年4月，他们出版机关报《我们必胜》。2005年10月，他们召开全国大会，质疑1998年危地马拉全国革命团结解散包括危地马拉劳动党在内的各成员党的组织的行为的合法性，并宣布重建危地马拉劳动党，但未取得预期成果。2014年，他们再次召开全国大会，决定将危地马拉劳动党重建为危地马拉的共产主义政党。